# Nixon goes to China
Nixon goes to China(닉슨 고즈 투 차이나)는 영향력이 있는 인물 또는 정당이 예상치 못한 효과를 일으킬 때 쓰는 은유적 표현이다. 1972년 리처드 닉슨 미국 대통령의 중국 방문에서 유래되었다.